# Браун, Нельсон
Дж. Не́льсон Бра́ун (англ. J. Nelson Brown) — американский кёрлингист.
В составе мужской сборной США участник и бронзовый призёр чемпионата мира 1963. Чемпион США среди мужчин.
Играл на позиции третьего.
Вступил в кёрлинг-клуб Detroit Curling Club (Детройт) в 1944, был президентом клуба, в 1974—1975 был президентом Ассоциации кёрлинга США (англ. United States Curling Association, USA Curling), много лет активно занимался кёрлингом, семь раз выступал на чемпионатах США.
В 1990 введён в Зал славы Ассоциации кёрлинга США (англ. United States Curling Association Hall of Fame).

## Достижения
- Чемпионат мира по кёрлингу среди мужчин: бронза (1963).
- Чемпионат США по кёрлингу среди мужчин: золото (1963).

## Команды
| Сезон   | Четвёртый   | Третий        | Второй      | Первый        | Турниры             |
| ------- | ----------- | ------------- | ----------- | ------------- | ------------------- |
| 1962—63 | Майк Слизюк | Нельсон Браун | Эрни Слизюк | Уолтер Хабчик | ЧСША 1963 · ЧМ 1963 |

(скипы выделены полужирным шрифтом)